# أمل الأطرش
أمل الأطرش (مواليد سنة 1971) ممثلة مغربية، شاركت في العديد من الأفلام والمسلسلات المغربية، تتقن الأدوار الكوميدية، وهي متزوجة من المخرج المغربي ياسين فنان.

## عن حياتها
ظهرت على الساحة الفنية في منتصف التسعينيات، وشاركت في عدة أفلام وسيتكومات، متزوجة من المخرج ياسين فنان.
كان أول ظهور لها في سيت كوم لالة فاطمة ومتلث في أجزائه الثلاثة ثم انطلقت في عدد من السيتكومات والأفلام المغربية.

## أفلامها
- 2003: علال القلدة
- 2006: الحي الخلفي
- 2010: الرقاص
- 2015: الماكينة
- 2016: دالاص

## مسلسلات
- 2001: لالة فاطمة الجزء الأول (سيتكوم)
- 2002: لالة فاطمة الجزء الثاني (سيتكوم)
- 2003: لالة فاطمة الجزء الثالث (سيتكوم)
- 2004: سير حتى تجي الجزء الأول (سيتكوم)
- 2005: سير حتى تجي الجزء الثاني (سيتكوم)
- 2006: البعد الأخر
- 2008 - 2015: ساعة في الجحيم
- 2009: كول سانتر (سيتكوم)
- 2010: عقبة ليك
- 2014: بنت الناس (فاطمة الشيكات - ضيفة شرف)
- 2015: نايضة فالدوار (سيتكوم)
- 2016: كايرو-بلانكا
- 2018: أوشن
- 2022: صافي سالينا
- 2022: بغيت حياتك
- 2023: الروصيطة (سيتكوم)

## روابط خارجية
- أمل الأطرش على موقع IMDb (الإنجليزية)
- أمل الأطرش على موقع IMDb (الإنجليزية)
- أمل الأطرش على موقع قاعدة بيانات الأفلام العربية
- أمل الأطرش على موقع قاعدة بيانات الفيلم (الإنجليزية)